# Hainhof (Leutershausen)
Hainhof ist ein Gemeindeteil der Stadt Leutershausen im Landkreis Ansbach (Mittelfranken, Bayern). Hainhof liegt in der Gemarkung Frommetsfelden.

## Geografie
Der Weiler liegt am Hainhofgraben, einem rechten Zufluss der Altmühl. 0,75 km westlich liegt das Hainhoffeld, 0,5 km nördlich liegt das Hartholz. Ein Anliegerweg führt nach Frommetsfelden (1 km östlich).

## Geschichte
Die Herren von Seckendorff zu Jochsberg waren die Grundherren des Hainhofes, wie aus einer Urkunde von 1544 hervorgeht. Nach den 16-Punkte-Berichten des brandenburg-ansbachischen Amtes Colmberg von 1608 und 1681 gehörte Hainhof zum Vogtamt Jochsberg, wobei 1681, wohl infolge des Dreißigjährigen Krieges, der „Heunhof“ öde lag und von der Gemeinde Frommetsfelden als Weide genutzt wurde. In den Vetterschen Oberamtsbeschreibungen von 1732 heißt es, dass der Einzelhof in das nunmehr brandenburg-ansbachische Vogtamt Jochsberg gehört, nach St. Wendel in Buch am Wald gepfarrt war, „sein eigene Huth und Trieb“ hat, vom Zehnt befreit ist, mit dem Niedergericht ins Vogtamt Jochsberg, mit der Fraisch aber in das brandenburg-ansbachische Vogtamt Colmberg gehört. Daran änderte sich nichts bis zum Ende des Alten Reiches. Von 1797 bis 1808 unterstand der Ort dem Justizamt Leutershausen und Kammeramt Colmberg.
Im Rahmen des Gemeindeedikts wurde Hainhof dem 1808 gebildeten Steuerdistrikt Frommetsfelden zugeordnet. Es gehörte auch der 1810 gegründeten Ruralgemeinde Frommetsfelden an. Mit dem Zweiten Gemeindeedikt (1818) wurde es in die neu gebildete Ruralgemeinde Bieg umgemeindet. Am 1. Juli 1972 wurde Hainhof im Zuge der Gebietsreform in Bayern nach Leutershausen eingemeindet.

## Einwohnerentwicklung
| Jahr      | 001818 | 001840 | 001861 | 001871 | 001885 | 001900 | 001925 | 001950 | 001961 | 001970 | 001987 |
| Einwohner | 13     | 11     | 6      | 16     | 13     | 10     | 13     | 16     | 10     | 2      | 7      |
| Häuser    | 2      | 1      |        |        | 2      | 2      | 2      | 2      | 2      |        | 3      |
| Quelle    | [ 16 ] | [ 17 ] | [ 18 ] | [ 19 ] | [ 20 ] | [ 21 ] | [ 22 ] | [ 23 ] | [ 24 ] | [ 25 ] | [ 1 ]  |

## Religion
Der Ort ist seit der Reformation evangelisch-lutherisch geprägt und bis heute nach St. Wendel (Buch am Wald) gepfarrt. Die Einwohner römisch-katholischer Konfession sind nach Kreuzerhöhung (Schillingsfürst) gepfarrt.